# 오두막집

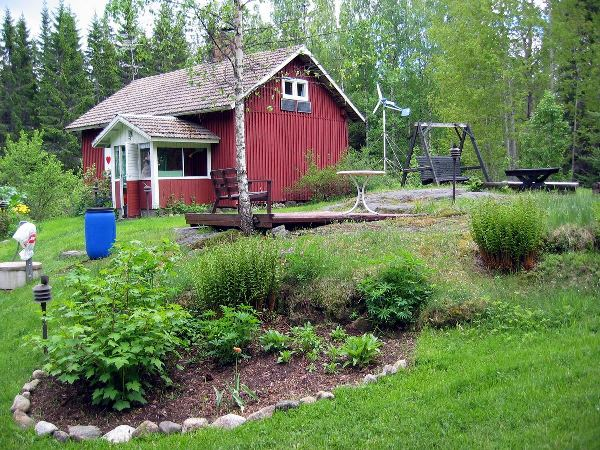

오두막집은 오두막처럼 작은 집을 말한다.

## 어원
영어의 cottage와 한국어 오두막집 모두 원시적인 집을 뜻하는 오두막(hut)에서 유래된 표현이다.

## 저명한 오두막집
- 앤 해서웨이의 집

## 같이 보기
- 오두막